# Kanton Loudun
Loudun is een kanton van het departement Vienne in Frankrijk. Het kanton maakt deel uit van het arrondissement Châtellerault.

## Gemeenten
Het kanton Loudun omvatte tot 2014 de volgende 12 gemeenten:
- Arçay
- Basses
- Beuxes
- Ceaux-en-Loudun
- Chalais
- Loudun (hoofdplaats)
- Maulay
- Messemé
- Mouterre-Silly
- La Roche-Rigault
- Saint-Laon
- Sammarçolles

Na e herindeling van de kantons bij decreet van 26 februari 2014 met uitwerking op 22 maart 2015 omvat het volgende gemeenten:
- Angliers
- Arçay
- Aulnay
- Basses
- Berrie
- Berthegon
- Beuxes
- Bournand
- Ceaux-en-Loudun
- Cernay
- Chalais
- La Chaussée
- Chouppes
- Coussay
- Craon
- Curçay-sur-Dive
- Dercé
- Doussay
- Glénouze
- La Grimaudière
- Guesnes
- Loudun
- Martaizé
- Maulay
- Mazeuil
- Messemé
- Moncontour
- Monts-sur-Guesnes
- Morton
- Mouterre-Silly
- Nueil-sous-Faye
- Pouançay
- Pouant
- Prinçay
- Ranton
- Raslay
- La Roche-Rigault
- Roiffé
- Saint-Clair
- Saint-Jean-de-Sauves
- Saint-Laon
- Saint-Léger-de-Montbrillais
- Saires
- Saix
- Sammarçolles
- Ternay
- Les Trois-Moutiers
- Verrue
- Vézières